# Nwankwo Obiora
Nwankwo Obiora (* 12. Juli 1991 in Kaduna) ist ein nigerianischer Fußballspieler.

## Vereinskarriere
Obiora Nwankwo wurden in Lagos bei FC ECO Lagos ausgebildet und anschließend an verschiedene Vereine in Nigeria und an Real Murcia in Spanien ausgeliehen.
Im Januar 2010 wechselte er zu Inter Mailand nach Italien. Dort spielte Nwankwo zunächst in der Nachwuchsmannschaft des italienischen Meisters, bevor er in der Gruppenphase der Champions-League-Saison 2010/11 bei einer 1:3-Niederlage gegen Tottenham Hotspur sein Debüt in der ersten Mannschaft von Inter gab. Kurz darauf gab er bei einer 1:2-Niederlage gegen Chievo Verona sein Seria-A-Debüt.
Ende Januar 2011 wurde Nwankwo für den Rest der Saison 2010/11 an den FC Parma ausgeliehen, der einen Teil der Transferrechte des jungen Nigerianers hält. Bei den Gialloblù hoffte Nwankwo auf mehr Einsatzzeit. Vor seinem Wechsel nach Parma zeigten auch Catania Calcio und der AC Cesena an ihm Interesse.
Auch in der Saison 2011/12 gehörte Nwankwo dem Kader des FC Parma, der auch einen Teil der Transferrechte des Nigerianers hält, an, wurde aber nur sporadisch eingesetzt. Im Januar 2012 wurde er an den AS Gubbio 1910 in die Serie B ausgeliehen, wo er regelmäßig spielte und auch zwei Tore erzielen konnte.
Im Sommer 2012 verlängerte Nwankwo seinen Vertrag bei Inter Mailand bis zum 30. Juni 2015, wurde aber sogleich an den Serie B-Verein Calcio Padova ausgeliehen, damit er sein Spiel weiterentwickeln kann. Im Februar 2013 wurde Nwankwo für eine halbe Saison an CFR Cluj in die rumänische Liga 1 ausgeliehen. Im Juni 2013 erwarb der FC Parma von Inter Mailand die restlichen Transferrechte an Nwankwo.
Im Januar 2014 wechselte Nwankwo zum FC Córdoba in die spanische Segunda División. Bereits nach etwa einem halben Jahr, am 23. Juli 2014, unterzeichnete er einen Dreijahresvertrag bei Académica de Coimbra in der portugiesischen Primeira Liga. Sein Debüt gab er bei einem 1:1-Unentschieden in einem Heimspiel gegen Sporting Lissabon. Sein erstes Tor für Académica erzielte er am 1. November 2014 bei einem 1:1-Unentschieden gegen den Moreirense FC.
Nwankwo gab am 15. September 2016 offiziell die Unterzeichnung beim griechischen Verein Levadiakos bekannt. Später, zur Saison 2018/19, wechselte er zurück nach Portugal an den Verein Boavista Porto. Im März 2019 sprach er öffentlich darüber, inwiefern sich seine Verletzungen auf seine frühe Karriere auswirkten. Seit 2021 spielt er für den Verein GD Chaves in der portugiesischen Primeira Liga.

## Nationalmannschaft
Nwankwo spielte in der U20-Nationalmannschaft Nigerias und nahm mit dieser an der Junioren-Fußballafrikameisterschaft 2009 in Ruanda teil. Die Auswahl Nigerias belegte den 3. Platz.
Ebenso nahm Nwankwo bei der Junioren-Fußballweltmeisterschaft 2009 in Ägypten teil, als die Auswahl im Achtelfinale gegen die deutsche U20-Nationalmannschaft ausschied. Er bildete während des Turniers gemeinsam mit Ibok Edet die Innenverteidigung und absolvierte alle vier Partien seiner Mannschaft über die volle Spieldauer. Die Technische Studien-Gruppe hebt Nwankwo, der im letzten Gruppenspiel gegen Tahiti einen Treffer erzielte, im offiziellen Turnierbericht als einen von drei Spielern seiner Mannschaft hervor und beschreibt ihn als „Innenverteidiger mit gutem Spielverständnis, Organisator“ und lobt dessen „gutes Positions- und Passspiel“ sowie seine Fähigkeit den Ball zu erobern.
Nwankwo gehörte dem nigerianischen Kader für die Afrikameisterschaft 2013 in Südafrika an. Seine Mannschaft konnte dieses Turnier gewinnen, wobei Nwankwo in einem  Gruppenspiel gegen Titelverteidiger Sambia eingewechselt wurde.
Außerdem nimmt er mit der nigerianischen Nationalmannschaft nimmt er an der Qualifikation zur Weltmeisterschaft 2014 in Brasilien teil.

## Erfolge
- Klub-Weltmeister: 2010 (ohne Einsatz; mit Inter Mailand)